# Clara Ward, Princesse de Caraman-Chimay

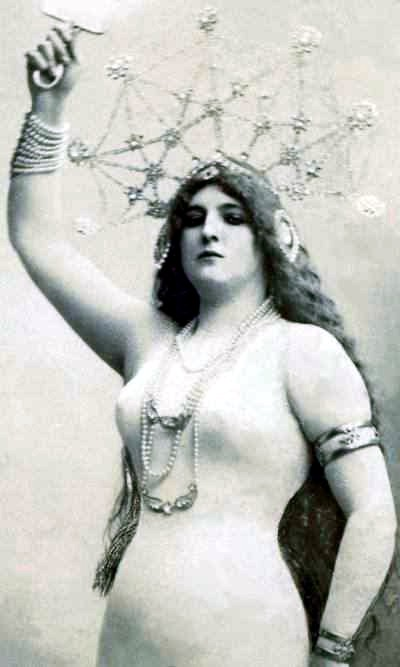
Clara Ward in „pose plastique“, um 1905

Clara Ward, verehelicht zeitweilig als Princesse de Caraman-Chimay (* 17. Juni 1873 in Detroit, Michigan; † 9. Dezember 1916 in Padua), war eine Berühmtheit der Belle Époque. Sie war eine Tochter aus reichem Hause. Ihr Vater, der Dampfschiffbetreiber, Besitzer einer Silbermine und Eisenindustrielle Captain Eber Brock Ward (1811–1875) soll der erste Millionär des Staates Michigan gewesen sein. In erster Ehe heiratete Clara Marie Joseph Anatole Pierre Alphonse de Riquet, Prince de Caraman-Chimay (1858–1937), den belgischen Fürsten von Chimay und Parlamentsabgeordneten. Die Ehe wurde am  19. Mai 1890 in Paris geschlossen. Ihr entsprangen eine Tochter und ein Sohn:
- Marie Anatole Catherine Elisabeth, Comtesse de Riquet de Caraman (1891–1939) ⚭ (1918) Georges De Cocq
- Joseph Marie Pierre Anatole Alphonse, Comte de Riquet de Caraman (1894–1920)

Die Schwester des Fürsten war Élisabeth de Riquet de Caraman, Comtesse Greffulhe (1860–1952), Vorbild für die Herzogin von Guermantes in Marcel Prousts Romanfolge Auf der Suche nach der verlorenen Zeit.
Der Pariser Küchenchef Escoffier benannte die von ihm erfundenen Gerichte Œufs à la Chimay und Poularde Chimay nach Clara.
Vermutlich 1894 ging Ward eine Beziehung mit dem ungarischen Zigeunerprimás Jancsi Rigó (1858–1927) ein. Fast zwei Jahre lebte das Liebespaar zurückgezogen im Einemhof, einem abgeschiedenen Forstgasthaus bei Lüneburg.

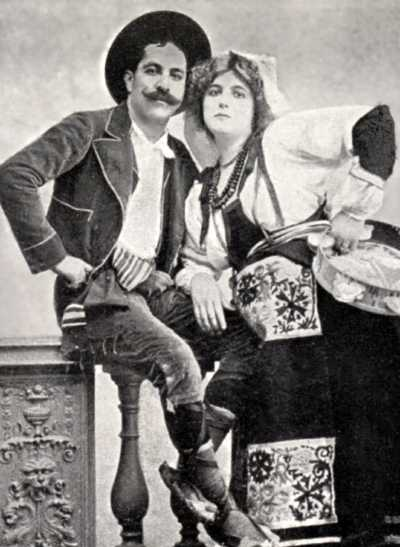
Clara Ward und Jancsi Rigó, um 1905

Die Zeitung Ludington Record vom 24. Dezember 1896 berichtete über die Affäre unter der Überschrift Gone With a Gypsy, auch andere Medien griffen das Thema auf. In Budapest wurde ein Kuchen nach Jancsi Rigó benannt. Die Scheidung von Marie Joseph Anatole Pierre Alphonse de Riquet, Prince de Caraman-Chimay erfolgte am 19. Januar 1897. Dieser heiratete 1920 in zweiter Ehe Anne Marie Charlotte Amélie Gilone Le Veneur de Tillières (1889–1962), mit der er noch zwei Söhne hatte. 
Rigó (so der Nachname des Geigers) und Clara heirateten, wahrscheinlich in Ungarn. Relativ bald nach der Hochzeit kam es allerdings wegen der Untreue Rigós zur erneuten Scheidung.
Solange die sensationsträchtige Idylle mit Rigó dauerte, vermarktete Clara ihre Schönheit und ihren Bekanntheitsgrad. Sie posierte in hautengen Kostümen in den Folies Bergère und nannte diese Kunstform ihre poses plastiques. Henri de Toulouse-Lautrec verfertigte 1897 eine Lithographie von Clara und Rigó, genannt Idylle Princière. In Europa zirkulierten  zahlreiche Postkarten des Paares und Claras.
Zwei weitere Ehen folgten, eine 1904–10 mit Peppino Ricciardo und die letzte mit einem Signore Cassalota, Stationsvorstand bei der Circumvesuviana-Bahn.
Clara soll sich in einer ihr gehörenden Villa in Padua erschossen haben.
Die Gestalt von La Môme Pistache (verkörpert von Shirley MacLaine) in der Filmversion von Cole Porters Musical Can-Can beruht zum Teil auf Clara Ward.